# 히미촌
히미촌(日見村)은 나가사키현 니시소노기군에 있던 촌이다. 현재의 나가사키시에 해당한다.

## 역사
- 1889년 4월 1일 - 정촌제 시행에 의해 니시소노기군 히미촌이 단독 촌제를 시행해 성립하였다.
- 1926년 4월 - 히미 고개에 히미터널이 개통되었다.
- 1955년 1월 1일 - 나가사키시에 편입해 지자체로서의 히미촌은 소멸하였다.

## 지명
묘를 행정 구역으로 구성되어있으며. 히미촌은 1889년의 정촌제 시행시에 단독으로 지자체로서 성립하였기 때문에, 오아자는 없다
- 아바묘 網場名（あば）
- 고치묘 河内名（ごうち）
- 사카이묘 界名（さかい）
- 슈쿠묘 宿名（しゅく）
- 고카우라묘 古賀浦名 - 1898년 모기촌에서 편입하였다.
- 고자키묘 小崎名 - 1898년 모기촌에서 편입하였다.

## 참고문헌
- 角川日本地名大辞典 42 長崎県
- 西彼杵郡現勢一班「日見村現勢概要」（1926年）国立国会図書館デジタルコレクション